# Обикновено сапунче
Обикновеното сапунче (Saponaria officinalis) е често срещано многогодишно растение от род Сапунче, семейство Caryophyllaceae. То има много имена, включително сапу̀ниче,, ракѝ сапу̀н, чувѐн, подскачащ залог (bouncing-bet), вранов сапун, див сладък Уилям или само сапунче. Общо има около 20 вида сапунчета.

## Етимология
Научното наименование Saponaria произлиза от латинското sapo (основа за sapon-), което означава „сапун“, което подобно на обичайното му име се отнася до неговата полезност при почистването. От същата тази латинска дума произлиза името на токсичното вещество сапонин, съдържащо се в корените на нива до 20 процента, когато растението цъфти (индийските сапуни съдържат само 15 процента). Епитетът officinalis показва неговите лечебни функции.
Това е често срещано растение гостоприемник за някои видове молец, включително White-lined sphinx.

## Описание
Растението притежава листни, неразклонени стъбла (често оцветени с червено). Расте на петна, като достига височина от 70 см. Широките ланцетни, приседнали листа са противоположни и дълги между 4 и 12 cm. Неговите сладко ухаещи цветя са радиално симетрични и розови или понякога бели. Всяко от петте плоски венчелистчета имат две малки люспи в гърлото на венчето. Те са широки около 2,5 см. Те са подредени в плътни, крайни клъстери на главното стъбло и неговите клони. Дългата тръбна чашка има пет заострени червени зъба.

## Разпространение
Местообитанията на Saponaria officinalis се простират в цяла Европа и в Азия до Западен Сибир. Расте на хладни места при ниски или умерени възвишения под живи плетове и по банкетите на пътните платна. Може да се намери в голяма част от Северна Америка.

## Външни приложения
Както подсказва общото му име, стритите цветове на сапунчето може да се използват като много нежен сапун, обикновено в разреден разтвор. При контакт с вода се получава пяна. Исторически е бил използван за почистване на деликатен или уникален текстил, особено вълнени тъкани; предполага се, че растението е било използвано за третиране на Торинската плащеница.
Латерова течност, която има способността да разтваря мазнини или грес, може да се набави чрез варене на листата или корените във вода. Листата се нарязват, сваряват и прецеждат; след това течността може да се използва като сапун.
В румънското село Șieu-Odorhei местните наричат растението săpunele. Традиционно се използва от селяните като сапунен заместител за суха кожа.

## Вътрешни приложения
Предозирането на вътрешния прием на сапунче може да причини гадене, диария и повръщане.
Въпреки токсичния си потенциал, Saponaria officinalis намира кулинарната употреба като емулгатор в търговския препарат на тахини и при варенето за създаване на бира. В Близкия изток, коренът често се използва като добавка в процеса на приготвяне на халва. Растението се използва за стабилизиране на маслата в сместа и за създаване на отличителната текстура на халвата.